# Крысовка
Крысовка — опустевшая деревня в Прилузском районе республики Коми в составе сельского поселения Черёмуховка.

## География
Находится на расстоянии примерно 90 км на юг от центра района села Объячево.

## История
Известна с 1905 года как выселок Крысовский из деревни Черёмуховской (6 дворов и 45 жителей). В 1926 году (починок Крысовский) хозяйств 7 и жителей 39. Уже в 2010 году деревня опустела.

## Население
Постоянное население  составляло 3 человека (коми 100%) в 2002 году, 1 в 2010.